# Ids Postma
Ids Postma (* 28. Dezember 1973 in Deersum, Niederlande) ist ein ehemaliger niederländischer Eisschnellläufer.

## Werdegang
Postma wurde 1997 in Nagano Mehrkampfweltmeister. Er verteidigte diesen Titel 1998 in Heerenveen. Daneben errang er vier Silbermedaillen und eine Bronzemedaille bei den Mehrkampfweltmeisterschaften.
Bei Einzelstreckenweltmeisterschaften gewann Postma 1996 Gold über 5000 Meter und Silber über 1500 Meter. 1999 und 2000 holte er jeweils den Titel über 1500 Meter.
Postma wurde außerdem 1997 Mehrkampfeuropameister.
Bei den Olympischen Winterspielen 1998 in Nagano gewann Postma die Goldmedaille über 1000 Meter und die Silbermedaille über 1500 Meter.
Am 28. Oktober 2004 gab Postma seinen Rücktritt bekannt.
Postma war der Freund der niederländischen Eisschnellläuferin Renske Vellinga, als sie 1994 bei einem Autounfall ums Leben kam.
Postmas Ehefrau ist die deutsche Eisschnellläuferin Anni Friesinger-Postma, mit der er seit dem 11. August 2009 standesamtlich verheiratet ist. Die Trauung wurde in Salzburg in Österreich vollzogen. Am 15. August 2010 fand die kirchliche Trauung in Dearsum statt. Die erste gemeinsame Tochter kam am 13. August 2011 in Meppen zur Welt.

## Persönliche Bestzeiten
| Strecke  | Zeit         | Datum             | Ort            |
| -------- | ------------ | ----------------- | -------------- |
| 500 m    | 35,99 s      | 30. November 2001 | Salt Lake City |
| 1000 m   | 1:09,15 min  | 16. Februar 2002  | Salt Lake City |
| 1500 m   | 1:45,41 min  | 19. Februar 2002  | Salt Lake City |
| 3000 m   | 3:50,87 min  | 15. November 2002 | Erfurt         |
| 5000 m   | 6:32,92 min  | 30. Januar 2000   | Calgary        |
| 10.000 m | 13:45,91 min | 15. März 1998     | Heerenveen     |